# Liste der Wappen mit dem märkischen Schachbalken

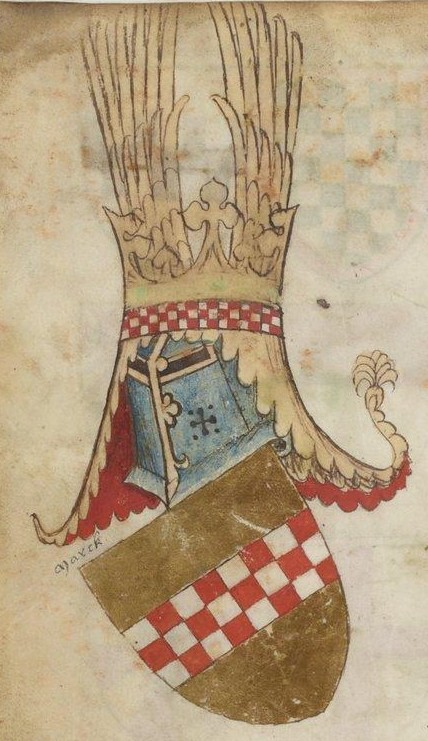
Stammwappen der alten Grafen von der Mark, späteren Herzöge von Kleve, Grafen von der Mark, auch Herren zu Ravenstein, im Armorial Bellenville (2. Hälfte 14. Jahrhundert)

Diese Liste enthält aktuelle kommunale Wappen sowie historische Wappen von Städten, Ländern und Geschlechtern, die den märkischen Schachbalken führen. Der märkische dreireihige rot-silbern geschachte Balken auf goldenem Grund war das Wappen des Geschlechts der Grafen und Herzöge aus dem Haus von der Mark und des Herrschaftsterritoriums Grafschaft Mark im Heiligen Römischen Reich.

## Ursprung und Verbreitung des märkischen Schachbalkens
Der Ursprung des märkischen Schachbalkens liegt im Zeitraum zwischen 1198 und 1220, vermutlich entstand er in Anlehnung an die roten Zinnen des Stammhauses der Märker und Altenaer Grafen, dem alten Haus Berg, welches 1225 im Mannesstamm erlosch.
In der Anfangszeit findet sich der Schachbalken bei Adolf I. Graf von der Mark und Altena und Otto Graf von Altena in Kombination mit einem aufsteigenden einschwänzigen Löwen, der wohl für die Grafschaft Altena stand. Seine genaue Farbgebung ist nicht überliefert, wurde aber in der Vergangenheit als schwarz mit roten Waffen und goldener Krone angenommen, so z. B. bei der Erstellung des Wappens für den Altkreis Altena. Der frühere Leiter des Lüner Museums, Wingolf Lehnemann, schreibt jedoch auch den im Siegel und Wappen  der Stadt Lünen seit 1320 auftretendem Löwen dem märkischen, bzw. altenaischen Ursprung zu, dessen Farben seit 1509 bekannt sind, als roter Löwe auf goldenem Feld.
Bereits Engelbert I. Graf von der Mark führt zunächst parallel zu seinem Bruder Otto von Altena, mit dem er sich das Erbe Adolfs I. geteilt hat, allein den Schachbalken und behält dies auch nach dem Rückfall von Altena an ihn bei.
Der märkische Schachbalken fand durch die gezielte Heiratspolitik der Grafen von der Mark und späteren Herzöge aus diesem Haus in den Adelshäusern Europas eine weite Verbreitung, er findet sich neben dem westfälisch-niederlothringischen Raum in England, Frankreich, Belgien, Luxemburg, Spanien, Italien und den Niederlanden in verschiedenen Familien- und Herrscherwappen wieder.
Neben den historischen Wappen der verschiedenen märkischen Stadtgründungen seit 1226 ist der Schachbalken auch bei den zahlreichen Seitenlinien des Hauses von der Mark, wie z. B. den Grafen und Herzögen von Marck-Arenberg, in Wappen angeheirateter Familien wie z. B. im Anspruchswappen von 1609 der Kurfürsten von Sachsen, dem Wappen im Torhaus des Stifts Quedlinburg oder bei Luigi Gonzaga Herzog von Nevers und Rethel zu finden.
Bei späteren Einteilungen der Verwaltungen im Bereich der Grafschaft Mark fand der Schachbalken immer wieder seinen Weg in zahlreiche neu erstellte Wappen wie dem des Kreises Unna oder dem nach der Mark benannten Märkischen Kreis, so dass an der Verteilung des Wappens bis heute das Herrschaftsgebiet der Grafen von der Mark erkennbar geblieben ist.
Auch im Wappen der Preußischen Könige und deutschen Kaiser von 1873 findet sich der märkische Schachbalken im unteren rechten Bereich wieder. Die brandenburgischen Hohenzollern erbten die Grafschaft Mark und das Wappen 1609/66 nach dem Aussterben der männlichen Linie des Hauses Mark.

Wappen der Grafen von der Mark im Wappenbuch des Westfälischen Adels
Wappen des Luigi Gonzaga Herzog von Nevers und Rethel
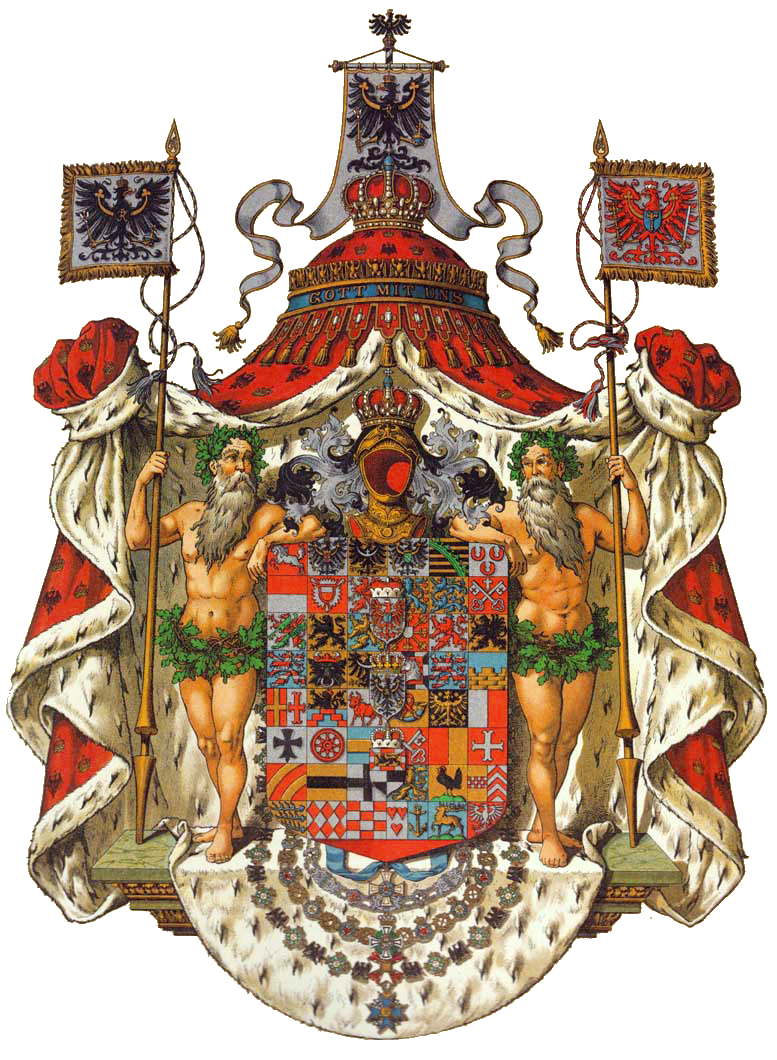
Wappen von Wilhelm II. als König von Preußen

## Verwendung

### Wappen
| Wappen | Status                           | Ortsname / Verwaltungsgebiet             | Landkreis / Kreisfreie Stadt | (Bundes-)Land       | Anmerkungen |
| ------ | -------------------------------- | ---------------------------------------- | ---------------------------- | ------------------- | --- |
|        | Grafschaft (HRR)                 | Grafschaft Mark                          |                              |                     | |
|        | Grafschaft (HRR)                 | Grafschaft Altena                        |                              |                     | bis 1262 |
|        | Grafschaft (HRR)                 | Grafschaft Marck-Arenberg                |                              |                     | um 1605 |
|        | Territorialstaatenverbund im HRR | Vereinigte Herzogtümer Jülich-Kleve-Berg |                              |                     | 1521 – 1609 |
|        | Grafschaft (HRR)                 | Kurpfalz-Bayern                          |                              |                     | 1777–1799 |
|        | Grafschaft (HRR)                 | Kurpfalz-Bayern                          |                              |                     | 1799–1804 |
|        | Grafschaft (HRR)                 | Kurpfalz-Bayern                          |                              |                     | 1804–1806 |
|        | kreisfreie Stadt                 | Hamm                                     | -                            | Nordrhein-Westfalen | |
|        | Stadtbezirk                      | Pelkum                                   | Hamm                         | Nordrhein-Westfalen | |
|        | Stadtbezirk                      | Uentrop                                  | Hamm                         | Nordrhein-Westfalen | Farben der Grafschaft Mark („in Gold ein rot-silber geschachter Balken“) |
|        | Stadtbezirk                      | Rhynern                                  | Hamm                         | Nordrhein-Westfalen | identisch mit gleichnamigem Stadtteil, nur zwei Reihen |
|        | Stadtbezirk                      | Hombruch                                 | Dortmund                     | Nordrhein-Westfalen | |
|        | Kreis Unna                       | Kreis                                    |                              | Nordrhein-Westfalen | |
|        | Stadt                            | Unna                                     | Kreis Unna                   | Nordrhein-Westfalen | |
|        | Stadt                            | Bergkamen                                | Kreis Unna                   | Nordrhein-Westfalen | Im Wappen von Bergkamen ist der Schachbalken als Form aufgelöst und wird nur über Farbgebung gehalten; der Ring steht für die sechs Gemeinden, welche Bergkamen bilden und zeigt ferner die Strukturformel von Benzol und Petrochemie. Der frühere Steinkohlebergbau ist ein weiteres Sinnbild der heimischen Industrie. |
|        | Stadtteil                        | Rünthe (zu Bergkamen)                    | Kreis Unna                   | Nordrhein-Westfalen | |
|        | Stadtteil                        | Weddinghofen (zu Bergkamen)              | Kreis Unna                   | Nordrhein-Westfalen | Farbgebung siehe hier |
|        | Stadt                            | Fröndenberg/Ruhr                         | Kreis Unna                   | Nordrhein-Westfalen | |
|        | ehem. Amt                        | Amt Fröndenberg                          | Kreis Unna                   | Nordrhein-Westfalen | |
|        | Stadt                            | Kamen                                    | Kreis Unna                   | Nordrhein-Westfalen | |
|        | Gemeinde                         | Holzwickede                              | Kreis Unna                   | Nordrhein-Westfalen | |
|        | ehem. Gemeinde                   | Opherdicke                               | Kreis Unna                   | Nordrhein-Westfalen | |
|        | ehem. Amt                        | Westhofen                                | Kreis Unna                   | Nordrhein-Westfalen | |
|        | kreisfreie Stadt                 | Bochum                                   | -                            | Nordrhein-Westfalen | seit 1979 als Vereinigungswappen (blauer Schild und Buch aus Bochum, Schachbalken aus Wattenscheid) |
|        | ehem. kreisfreie Stadt           | Gelsenkirchen                            | -                            | Preußen             | Wappen der Stadt Gelsenkirchen bis zur Vereinigung mit Buer und Horst 1928 |
|        | Kreis                            | Märkischer Kreis                         |                              | Nordrhein-Westfalen | Jülicher Löwe |
|        | Stadt                            | Altena                                   | Märkischer Kreis             | Nordrhein-Westfalen | |
|        | ehemaliger Landkreis             | Altena                                   |                              | Nordrhein-Westfalen | |
|        | Stadt                            | Halver                                   | Märkischer Kreis             | Nordrhein-Westfalen | |
|        | ehem. Amt                        | Halver                                   | Märkischer Kreis             | Nordrhein-Westfalen | |
|        | Stadt                            | Hemer                                    | Märkischer Kreis             | Nordrhein-Westfalen | |
|        | ehem. Amt                        | Hemer                                    | Märkischer Kreis             | Nordrhein-Westfalen | |
|        | Stadt                            | Hemer                                    | Märkischer Kreis             | Nordrhein-Westfalen | -ehemaliges Wappen- |
|        | Stadt                            | Iserlohn                                 | Märkischer Kreis             | Nordrhein-Westfalen | |
|        | Stadtteil (zu Iserlohn)          | Letmathe                                 | Märkischer Kreis             | Nordrhein-Westfalen | |
|        | Stadt                            | Kierspe                                  | Märkischer Kreis             | Nordrhein-Westfalen | |
|        | ehem. Gemeinde                   | Rönsahl (zu Kierspe)                     | Märkischer Kreis             | Nordrhein-Westfalen | |
|        | Stadt                            | Lüdenscheid                              | Märkischer Kreis             | Nordrhein-Westfalen | nur zwei Reihen |
|        | ehem. Kreis                      | Lüdenscheid                              |                              | Nordrhein-Westfalen | |
|        | ehem. Gemeinde                   | Lüdenscheid-Land                         | Kreis Altena                 | Nordrhein-Westfalen | |
|        | Stadt                            | Meinerzhagen                             | Märkischer Kreis             | Nordrhein-Westfalen | |
|        | ehem. Gemeinde                   | Valbert (zu Meinerzhagen)                | Märkischer Kreis             | Nordrhein-Westfalen | |
|        | Stadt                            | Neuenrade                                | Märkischer Kreis             | Nordrhein-Westfalen | |
|        | Stadt                            | Plettenberg                              | Märkischer Kreis             | Nordrhein-Westfalen | |
|        | ehem. Amt                        | Plettenberg                              | Märkischer Kreis             | Nordrhein-Westfalen | Gespalten von Gold und Blau, belegt mit einem in drei Reihen von Rot und Silber geschachten Balken |
|        | Stadt                            | Werdohl                                  | Märkischer Kreis             | Nordrhein-Westfalen | |
|        | Gemeinde                         | Herscheid                                | Märkischer Kreis             | Nordrhein-Westfalen | |
|        | Gemeinde                         | Nachrodt-Wiblingwerde                    | Märkischer Kreis             | Nordrhein-Westfalen | |
|        | Gemeinde                         | Schalksmühle                             | Märkischer Kreis             | Nordrhein-Westfalen | |
|        | ehem. Gemeinde                   | Hülscheid (zu Schalksmühle)              | Märkischer Kreis             | Nordrhein-Westfalen | |
|        | ehem. Kreis                      | Iserlohn                                 |                              | Nordrhein-Westfalen | |
|        | Kreis                            | Oberbergischer Kreis                     |                              | Nordrhein-Westfalen | |
|        | Stadt                            | Bergneustadt                             | Oberbergischer Kreis         | Nordrhein-Westfalen | nur zwei Reihen |
|        | Stadt                            | Gummersbach                              | Oberbergischer Kreis         | Nordrhein-Westfalen | |
|        | Gemeinde                         | Engelskirchen                            | Oberbergischer Kreis         | Nordrhein-Westfalen | |
|        | Ortsteil                         | Ründeroth (zu Engelskirchen)             | Oberbergischer Kreis         | Nordrhein-Westfalen | Verkleinerte Darstellung im Schildlein |
|        | Kreis                            | Ennepe-Ruhr-Kreis                        |                              | Nordrhein-Westfalen | |
|        | Stadt                            | Breckerfeld                              | Ennepe-Ruhr-Kreis            | Nordrhein-Westfalen | |
|        | Stadt                            | Ennepetal                                | Ennepe-Ruhr-Kreis            | Nordrhein-Westfalen | nur zwei Reihen |
|        | Stadtteil                        | [Amt] Blankenstein (zu Hattingen)        | Ennepe-Ruhr-Kreis            | Nordrhein-Westfalen | |
|        | Stadtteil                        | Niederwenigern (zu Hattingen)            | Ennepe-Ruhr-Kreis            | Nordrhein-Westfalen | |
|        | Stadt                            | Schwelm                                  | Ennepe-Ruhr-Kreis            | Nordrhein-Westfalen | |
|        | Stadt                            | Wetter (Ruhr)                            | Ennepe-Ruhr-Kreis            | Nordrhein-Westfalen | |
|        | Stadtteil                        | Alt-Wetter (zu Wetter)                   | Ennepe-Ruhr-Kreis            | Nordrhein-Westfalen | |
|        | Stadtteil                        | Volmarstein (zu Wetter)                  | Ennepe-Ruhr-Kreis            | Nordrhein-Westfalen | |
|        | Stadtbezirk                      | Haßlinghausen                            | Ennepe-Ruhr-Kreis            | Nordrhein-Westfalen | bis 1970 |
|        | Ortsteil                         | Niederense (zu Ense)                     | Kreis Soest                  | Nordrhein-Westfalen | nur zwei Reihen |
|        | Ortsteil                         | Ostinghausen (zu Bad Sassendorf)         | Kreis Soest                  | Nordrhein-Westfalen | nur zwei Reihen, kein historisches Wappen |
|        | Ortsteil                         | Neuengeseke (zu Bad Sassendorf)          | Kreis Soest                  | Nordrhein-Westfalen | nur zwei Reihen, kein historisches Wappen |
|        | Stadtteil                        | Nächstebreck                             | (zu Wuppertal)               | Nordrhein-Westfalen | |
|        | Stadtteil                        | Langerfeld                               | (zu Wuppertal)               | Nordrhein-Westfalen | |
|        | Stadtteil                        | Freisenbruch                             | (zu Essen)                   | Nordrhein-Westfalen | |
|        | ehem. Stadt                      | Hörde                                    | (zu Dortmund)                | Nordrhein-Westfalen | |
|        | ehem. Stadt                      | Holten                                   | (zu Oberhausen)              | Nordrhein-Westfalen | |
|        | ehem. Stadt                      | Wattenscheid                             | (zu Bochum)                  | Nordrhein-Westfalen | |
|        | ehem. Gemeinde                   | Eiberg                                   | (zu Bochum/Essen)            | Nordrhein-Westfalen | kein historisches Wappen |

### Siegel, Fahnen und Banner
Zahlreiche Städte und Gemeinden der Region führen den märkischen Schachbalken bis heute in ihren Siegeln und Fahnen. Im Wappen und Siegel von Unna sind die märkischen Fahnen, der Schachbalken auf goldenem Grund/Tuch, zu sehen. Das Banner der Stadt Hamm zeigt hingegen den Schachbalken auf silbernem (weißem) Grund. Die älteste Fahne der Stadt Schwelm von 1749 zeigt im Mittelfeld auf dunkelgrünem Grund den schwarzen preußischen Adler, darunter das Stadtwappen. Seit 1950 ist die Stadtfahne rot-weiß mit aufgelegtem Schild des Stadtwappens in der Mitte; in Bannerform; rot-weiß-rot mit oberem weißem Drittel, darin das Stadtwappen.

Flagge und Banner der Stadt Hamm
Die Flagge der Stadt Hamm
Das Banner der Stadt Hamm